# Kris Trajanovski
Kris Trajanovski est un footballeur australien né le 19 février 1972 à Geelong. Il est attaquant.

## Carrière
- 1990-1993 : Preston Lions Football Club ( Australie)
- 1993-1994 : Sydney Olympic Football Club ( Australie)
- 1994-1995 : Happy Valley Athletic Association ( Chine)
- 1995-1997 : Sydney Olympic ( Australie)
- 1997-1998 : Adelaide Football Club ( Australie)
- 1998-2001 : Marconi Stallions Football Club ( Australie)
- 2001-2003 : Brisbane Strikers Football Club ( Australie)
- 2003 : Tanjong Pagar United ( Singapour)
- 2003-2004 : Melbourne Knights Football Club ( Australie)